# Кудряшова, Валентина Николаевна
Валентина Николаевна Кудряшова — советский хозяйственный и государственный деятель, лауреат Государственной премии СССР за выдающиеся достижения в труде.

## Биография
Родилась в 1937 году на территории современной Псковской области. Член КПСС с 1978 года.
Окончила Ленинградское ремесленное училище № 9 по специальности маляр-альфрейщик.
В 1954—1959 годах — маляр на стройках Ленинграда, в 1959—1992 годах — бригадир маляров Домостроительного комбината № 2 Главленинградстроя.
Задание одиннадцатой пятилетки бригада Кудряшовой выполнила заранее, в декабре 1984 г, по качеству работы была признана в числе лучших в объединении.
Кандидат в члены Ленинградского обкома КПСС, член парткома объединения.
За большой личный вклад в повышение эффективности и качества строительства жилых домов и объектов социально-бытового назначения была в составе коллектива удостоена Государственной премии СССР за выдающиеся достижения в труде 1985 года.
Жила в Санкт-Петербурге.

## Награды
- Орден Октябрьской Революции (1981)
- Орден Знак Почёта (1976)